# Georg Niemeier (Geograph)
Georg Niemeier (* 25. Oktober 1903 in Soest; † 22. März 1984 in Bad Nauheim) war ein deutscher Geograph und Hochschullehrer.

## Leben
Karriere im NS-Staat
Niemeier beantragte am 20. Juni 1937 die Aufnahme in die NSDAP und wurde rückwirkend zum 1. Mai desselben Jahres aufgenommen (Mitgliedsnummer 4.563.270). Der SA gehörte er im Range eines Sturmbannführers an. Er war als stellvertretender Gausachbearbeiter für die weltanschauliche Schulung im NS-Lehrerbund tätig. Im Jahre 1937 wurde er außerplanmäßiger und 1939 außerordentlicher Professor an der Universität Göttingen. Er war anschließend außerplanmäßiger Professor für Geographie an der Universität Münster. Im Januar 1941 wurde Niemeier zum Dekan der Naturwissenschaftlichen Fakultät der Reichsuniversität Straßburg ernannt. Am 1. November 1941 wurde er in Straßburg ordentlicher Professor für Geographie.
Nach dem Zweiten Weltkrieg
Niemeiers Das Kampffeld Mittelmeer: Ein politisch-geografischer Umriß (verlegt vom Amt Politische Erziehung beim Reichsstudentenführer, München 1941) wurde in der Sowjetischen Besatzungszone auf die Liste der auszusondernden Literatur gesetzt.
Von 1956 bis 1966 war er Hochschullehrer an der Technischen Hochschule Braunschweig. Seit 1959 war er Mitglied der Braunschweigischen Wissenschaftlichen Gesellschaft.

## Schriften
- Siedlungsgeographische Untersuchungen in Niederandalusien. Hamburg 1935.
- Die deutschen Kolonien in Südspanien. Hamburg 1937.
- Das Kampffeld Mittelmeer. München 1941.
- Die Ortsnamen des Münsterlandes. Münster 1953.
- Siedlungsgeographie. Braunschweig 1967.
- Ostfriesische Inseln. Berlin, Stuttgart 1972.